# جون مورغان (لاعب كرة قدم أسترالية)
جون مورغان (بالإنجليزية: John Morgan)‏ هو لاعب كرة قدم أسترالية أسترالي، ولد في 28 أبريل 1953.

## وصلات خارجية
- جون مورغان على موقع AustralianFootball.com (الإنجليزية)
- جون مورغان على موقع AFLtables.com (الإنجليزية)